# Chó lài
Chó lài är en hundras från Vietnam. Det är en mångsidig pariahund som använts både som vall, vakt- och jakthund. Den anses stå nära dingon och liknande primitiva schenzihundar som Nya Guineas sjungande hund och Borneohunden. Rasen räknas som en av Vietnams fyra nationalhundraser men är ännu inte erkänd av Vietnam Kennel Association (VKA).